# Округли сто — Слободна Грузија
Округли сто — Слободна Грузија (груз. მრგვალი მაგიდა — თავისუფალი საქართველო) била је политичка коалиција у Грузији. Имала је кључну улогу у обнављању грузијске независности. Коалицију је предводио Звијад Гамсахурдија, први председник Грузије. Коалиција је победила на парламентарним изборима 1990. и председничким изборима 1991. године.